# Santa Cristina (Valle-di-Campoloro)
Koordinaten: 42° 20′ 14,4″ N, 9° 30′ 3″ O
Santa Cristina ist eine kleine römisch-katholische Kirche in der Gemeinde Valle-di-Campoloro bei Cervione im Norden der französischen Insel Korsika. Wegen ihrer verhältnismäßig kleiner Maße wird sie häufig irrtümlich als Kapelle bezeichnet.

## Geschichte
Die Kirche wurde in vorromanischer Zeit im 9. Jahrhundert gebaut. Im 12. Jahrhundert wurde sie zum Teil abgerissen, im 15. Jahrhundert von benediktinischen Mönchen von der Insel Montecristo wiederaufgebaut. Die Kirche zeichnet sich durch ihre Zwillingsapsiden sowie durch ihre Fresken aus dem Jahr 1473 aus. Sie ist als monument historique klassifiziert. Zwischen 2007 und 2010 wurde sie umfangreich restauriert.

## Inneres
In der Kirche befinden sich farbkräftige Fresken mit religiösen Motiven. Unter ihnen ragt die Darstellung des Christus Pantokrator (deutsch „Christus, der Weltenherrscher“) heraus, der eine Schrift mit dem Text Ego Sum Lux Mundi Et Via Veritas (deutsch „Ich bin das Licht der Welt, der Weg und die Wahrheit“) in den Händen hält. Zu sehen ist auch der gekreuzigte Jesus vor den Mauern von Jerusalem im Beisein der Jungfrau Maria, des Heiligen Johannes und Maria Magdalenas. Weiterhin sind ein Verkündigungsengel, der Apostel Bartolomäus, Erzengel Gabriel und Erzengel Michael, die Heilige Margareta von Antiochia, der Heilige Bernhardin von Siena, der Heilige Sebastian, der Heilige Antonius, Johannes der Täufer, der Heilige Hippolyt sowie der Heilige Christophorus, der das Jesuskind in einem fischreichen Gewässer trägt, abgebildet. Daneben ist die Heilige Christina von Bolsena abgebildet. Ihr und Hippolyt ist die Kirche geweiht.

## Literarische Rezeption
Die Kirche verdankt ihre Berühmtheit dem französischen Schriftsteller Prosper Mérimée, der auch das Amt des obersten französischen Denkmalschützers („Inspecteur des monuments historiques de France“) innehatte. Er besuchte sie auf seiner Korsikareise, über die er das Buch Notes d’un Voyage en Corse schrieb, welches 1840 erschien.